# Coupe du monde masculine de hockey en salle 2011
Navigation
Vienne 2007 Leipzig 2015
La Coupe du monde masculine de hockey en salle 2011 est la troisième édition de la Coupe du monde masculine de hockey en salle et se joue du 8 au 13 février 2011 à Poznań, en Pologne.
Douze équipes participent à la compétition, qui est remportée par l'Allemagne.